# Erika Lust
Erika Lust (Estocolm, 1977), nom artístic d'Erika Hallqvist, és una directora de cinema per a adults sueca, guionista i productora independent. Lust ha estat una pionera en el moviment de la pornografia feminista i ha escrit diversos llibres, entre ells la novel·la eròtica La cançó de Nora (2013). Actualment viu i treballa a la ciutat de Barcelona.
L'any 2012 la seva pel·lícula Cabaret Desire va guanyar el seu primer Feminist Porn Award en la categoria de Pel·lícula de l'Any. També va ser premiada amb el Premi del Públic al CineKink Film Festival com a Millor Pel·lícula Narrativa. Les dues primeres compilacions de la sèrie XConfessions van ser premiades com a Hottest Straight Vignette en els Feminist Porn Awards els anys 2014 i 2015. El 2015, una versió teatral de XConfessions va ser projectada al Festival de Cinema Internacional de Chicago i al Raindance Film Festival de Londres. El seu èxit va continuar el 2016 amb dues projeccions de la versió teatral de XConfessions esgotades al Babylon de Berlín. A més, va guanyar el premi de Millor Curtmetratge Narratiu en els CineKink Awards pel seu curt de BDSM An Appointment with My Master.

## Biografia
Lust, nascuda Erika Hallqvist, va néixer a Estocolm l'any 1977. Aviat va conrear un interès pel cinema i el teatre.
Va estudiar Ciències Polítiques a la Universitat de Lund i es va especialitzar en Drets Humans i Feminisme. En aquesta època va tenir la seva primera trobada amb l'obra de Linda Williams, concretament el seu assaig de 1989 Hard Core: Power, Pleasure, and the Frenzy of the Visible, que influiria fortament en el seu discurs com a cineasta. També cita la pel·lícula L'Amant de Jean-Jacques Annaud com una gran font d'inspiració. Després de la seva graduació l'any 2000 va decidir traslladar-se a Barcelona. Allí va treballar en diferents projectes audiovisuals mentre estudiava cursos de cinema.

## Carrera
Lust va estrenar la seva primera pel·lícula, el curtmetratge explícit The Good Girl l'any 2004. El curt va ser publicat gratuïtament online i va tenir més de 2 milions de descàrregues el primer mes. A més, va ser projectat en el Festival Internacional de Cinema Eròtic de Barcelona l'any següent i va guanyar el seu primer premi Nimfa.
Després de l'èxit, Lust va fundar la seva pròpia productora audiovisual, Lust Films, l'any 2005. La companyia ha produït curts de manera contínua des de llavors. Una de les seves primeres produccions, l'analogia Cinc històries per a elles, va ser guardonada amb diversos premis internacionals l'any 2007. Des de llavors, Erika Lust ha estat una cara familiar en la majoria de festivals de cinema adult.
Les pel·lícules d'Erika Lust es caracteritzen per una selecció molt cuidada d'actors i uns estàndards de producció inusuals al món de cinema per a adults. Lust considera que el cinema pornogràfic pot ser un instrument educatiu a més de plaent, i que pot ajudar-nos a conèixer millor la nostra sexualitat, viure més lliures i explorar els nostres desitjos de manera més natural. També espera poder canviar la percepció de gènere i els rols sexuals estereotipats a través del seu treball. Opina que la pornografia és "el discurs més important quant a gènere i sexualitat".
L'any 2010 va llençar un cinema eròtic online anomenat Lust Cinema, on s'exhibeixen pel·lícules d'altres autors de la nova onada del cinema explícit.
Erika Lust va començar el primer projecte de cinema eròtic creat col·lectivament, anomenat XConfessions, l'any 2013. Cada mes s'estrenen dos curtmetratges dirigits per Lust i basats en les confessions anònimes rebudes a la pàgina. S'ha convertit en el seu projecte i font de treball principal en els últims anys.
Lust també dirigeix una tenda online que ofereix els seus llibres, pel·lícules, a més de joguines sexuals i altres productes eròtics. La seva companyia Lust Productes ara té més de 15 empleats i també manté un blog on comparteix la seva opinió sobre temes com el feminisme, l'impacte de la pornografia en la societat i la sexualitat femenina. Ha publicat diversos llibres sobre l'erotisme i la sexualitat. El seu llibre Good Porn va ser publicat l'any 2009 per Seal Press. El llibre ha estat traduït a 8 idiomes i segueix essent una de les obres de referència al món de la pornografia ètica.
Al desembre del 2014, Erika Lust va ser convidada a fer un TED-talk en TEDxCienna. A la xerrada titulada "Ja és Temps que el Porno Canviï", en el qual Lust convida a que les persones qüestionem l'estat actual de la pornografia, els seus missatges i el seu paper com a educador sexual. El seu TED-talk va ser el començament de la campanya #changeporn, una campanya online dirigida a desafiar i canviar la norma del porno. La xerrada ha tingut més de 400.000 visualitzacions a YouTube.

## XConfessions
Actualment, Lust està produint curts de cinema per a adults creats col·lectivament. Els espectadors poden deixar confessions anònimes a la web del projecte i cada mes, Lust escull dues històries per a convertir-les en curtmetratges. Fins avui, ha publicat vuit compilacions de curts XConfessions.

## Filmografia

### Llargmetratges
- 2008: Barcelona Sex Project
- 2010: Life Love Lust
- 2012: Cabaret Desire

### Compilacions de Curts
- 2007: Cinc Històries per a Ella incl. Something about Nadia
- 2013: XConfessions vol. 1
- 2014: XConfessions vol. 2 incl. The Art of Spanking
- 2014: XConfessions vol. 3
- 2015: XConfessions vol. 4
- 2015: XConfessions vol. 5
- 2016: XConfessions vol. 6
- 2018: XConfessions: thewebseries[6]

### Curtmetratges
- 2004: The Good Girl
- 2009: Les Esposes (Handcuffs)
- 2010: Love Me Like You Hate Me (amb Venus O'Hara)
- 2011: Room 33

## Llibres
- 2009: Porno per a Dones
- 2010: La Bíblia Eròtica d'Europa
- 2010: Love Me Like You Hate M'amb Venus O'Hara
- 2011: Shooting Sex: How to Make an Outstanding Sex Movie with Your Partner
- 2011: Six Female Voices with Anita Pagant
- 2013: La cançó de Nora (Nora's Song)
- 2014: Com Rodar Porno

## Premis
- 2005 Barcelona International Erotic Film Festival – First Prize for Short X-Films – The Good Girl[7]
- 2007 Barcelona International Erotic Film Festival – Best screenplay – Five Hot Stories For Her[8]
- 2007 Eroticline Award, Berlin – Best Adult Film for Women – Five Hot Stories For Her
- 2008 CineKink, New York – Honorable Best Mention – Something About Nadia (Five Hot Stories for Her)
- 2008 Feminist Porn Award, Toronto – Movie of the Year – Five Hot Stories For Her[9]
- 2008 Venus Awards, Berlin - Best Erotic Documentary - Barcelona Sex Project[10]
- 2009 Feminist Porn Awards, Toronto – Honorable Mention – Barcelona Sex Project
- 2010 CineKink, New York – Best experimental short film – Handcuffs[11]
- 2010 Feminist Porn Award, Toronto – Sexiest short film – Handcuffs[12]
- 2011 Feminist Porn Award, Toronto – Movie of the Year – Life Love Lust
- 2011 Cinema Kink, New York – Honorable Best Mention – Room 33
- 2011 Orgazmik Awards – Best Film (Couples) – Cabaret Desire
- 2012 Feminist Porn Awards, Toronto – Movie of the Year – Cabaret Desire
- 2012 Erotikos Film Festival, Jamaica – Official Selection – Cabaret Desire
- 2012 Soho House, London – VIP Member’s screening – Cabaret Desire
- 2012 Soho House, Berlin – VIP Member’s screening – Cabaret Desire
- 2012 CineKink, New York – Audience Choice Award – Cabaret Desire
- 2012 Cupido Filmpris – Best Short Film – Handcuffs
- 2014 Feminist Porn Awards, Toronto – Hottest Straight Vignette Sèries – XConfessions vol. 1
- 2014 Fetisch Award, Germany, – Best Feature-Length – XConfessions vol.1
- 2015 Good For Her, Toronto – Feminist Porn Award – Hottest Straight Vignette – XConfessions vol. 2
- 2016 Cinekink, New York – Cineking Awards – Best Narrative Short Films – An Appointment with my Master